# Ereca lawrencei
Ereca lawrencei is een hooiwagen uit de familie Assamiidae.